# ウクライナ国立美術館
ウクライナ国立美術館（ウクライナこくりつびじゅつかん、英語: National Art Museum of Ukraine, ウクライナ語: Національний Художній Музей України, 略称：NAMU）は、ウクライナの首都キーウのペチェルシク地区にある、ウクライナの芸術を専門とする美術館である。12世紀から現代までの絵画、彫刻、イコン、グラフィックを約4万点収蔵し、ウクライナ最大かつ最古の美術館の一つとして知られる。

## 歴史

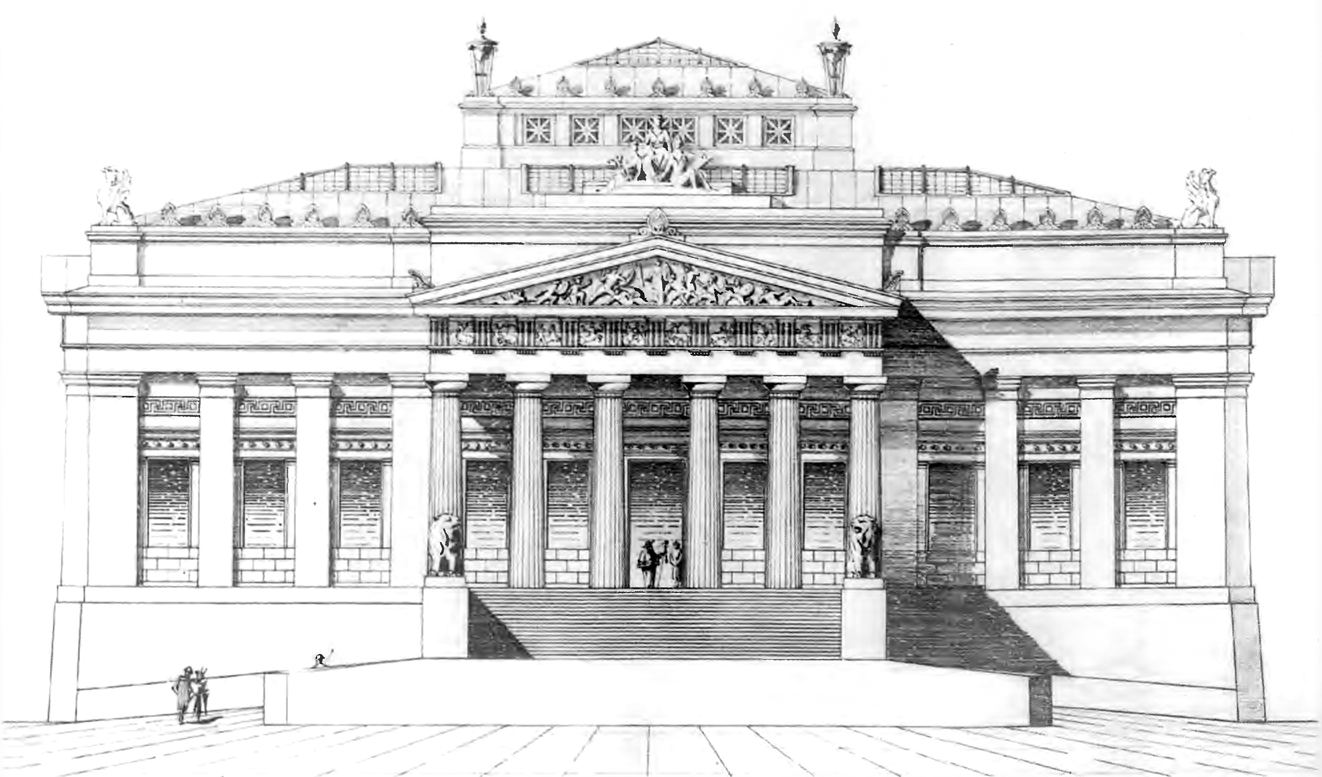
1898年にキエフ市立博物館として提案された建物の正面図（ペトル・ボイツォフの設計）

ウクライナ国立美術館は、ロシア帝国時代にキエフ初の公開美術館として設立された。1897年、キエフ古美術・芸術協会が「科学と芸術の振興」を目的に設立準備を開始。1899年8月1日、ヴィケンティ・フヴォイカの考古学コレクション展示を機に、キエフ市立古代博物館として仮開館した。公式開館は1904年12月23日で、ニコライ2世の名を冠したキエフ芸術・工業・科学博物館として開業した。初代館長は考古学者のミコラ・ビリャシフスキー。

### 設立と資金
美術館の設立には、テレシチェンコ家やボフダン・ハネンコらが大きく貢献した。建設費24万9000ルーブル（当時）のうち、ロシア帝国政府が10万ルーブル、テレシチェンコ家が10万8000ルーブルを負担。ハネンコは3145点の考古学コレクション（評価額7万ルーブル）を寄贈し、初期コレクションの基盤を築いた。

### ソビエト時代
1918年、ウクライナ人民共和国の教育省に管理が移り、国立博物館に改称。1919年6月23日、ウクライナ・ソビエト社会主義共和国の法令で第一国立博物館となり、個人や団体のコレクションが国有化され収蔵品が拡大した。1924年に全ウクライナ歴史博物館 タラス・シェフチェンコ記念館と改名。1934年、歴史・考古学コレクションが分離され、現在のウクライナ国立歴史博物館が設立。芸術コレクションはキーウに残り、1953年にウクライナ国立美術館と改称された。

### 独立後
ウクライナの独立後、美術館は国際的な評価を獲得。コレクションはオランダ、カナダ、フランス、デンマーク、クロアチア、日本で巡回展示された。日本では、2008年に「ウクライナの至宝－スキタイ黄金美術の煌めき」展が大阪歴史博物館、山梨県立博物館、広島県立美術館で開催。2014年には、ヴィクトル・ヤヌコーヴィチ前大統領の自宅から回収された作品が展示された。

## 本館建築
美術館は、新古典主義建築の建物に位置し、1899年にヴワディスワフ・ホロデッキーが建設を監督した。設計はモスクワの建築家ペトル・ボイツォフによるもので、ホロデツキーが実施工事を担当。ドーリア式の6本の柱、トリグリフ、メトープ、芸術の勝利を描くフリーズが特徴。入口にはグリフォンとコンクリート製のライオン像（エリオ・サラ作）が配置される。建物は国家指定文化財の申請中である。

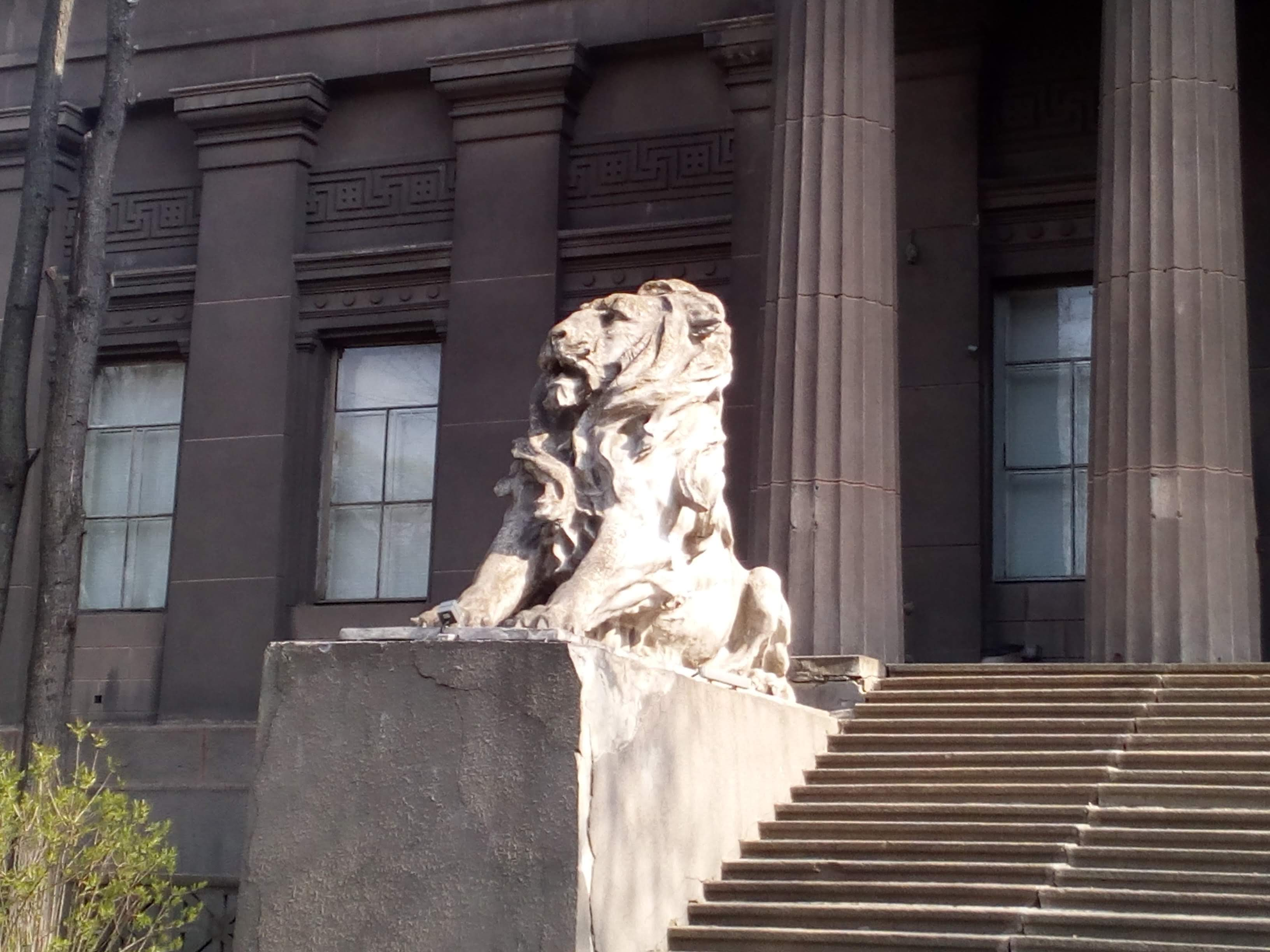
大きなコンクリート製のライオン像（エリオ・サラ作）
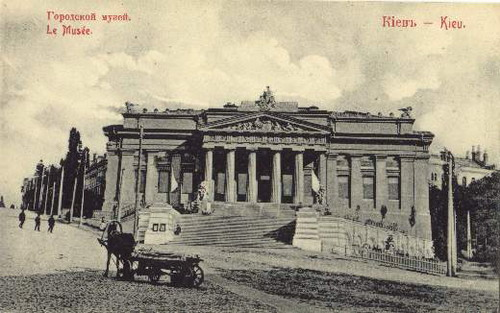
キエフ市立博物館（1900年頃、絵葉書）
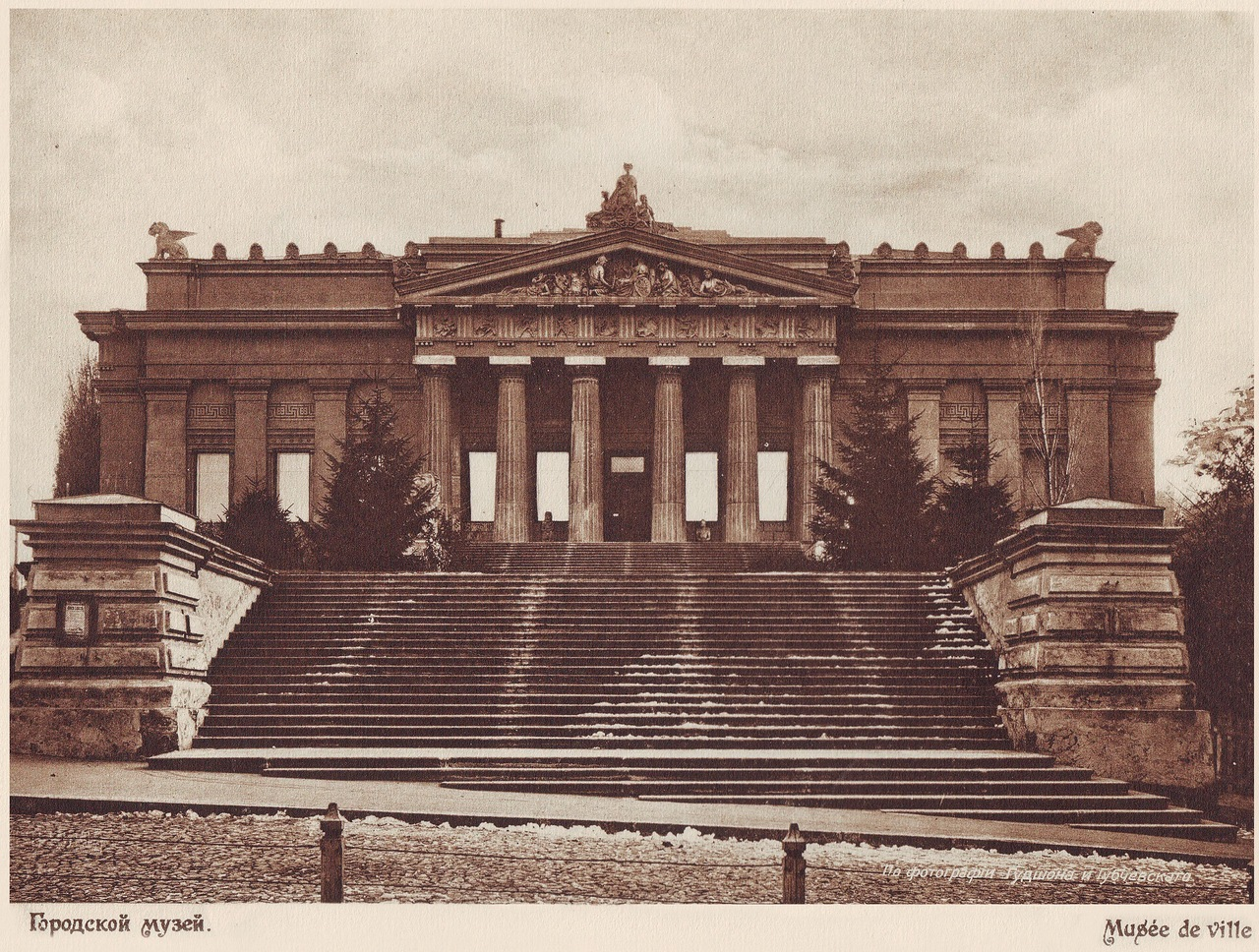
キエフ市立博物館（1911年、ボイツォフ設計）

## 現在の収蔵作品
美術館のコレクションは約4万点で、キエフ・ルーシ時代（12世紀）から現代までのウクライナ芸術を網羅する。特にイコン、コサック時代の肖像画、19世紀の絵画、20世紀のアヴァンギャルド、現代美術が充実している。

### イコン（12世紀 - 19世紀）
12世紀の聖ゲオルギオスや生神女マリヤ、16世紀の「イエスの受難」など、ウクライナのイコンは国内随一のコレクション。ガリツィアやヴォルィーニの作品も含まれる。

### 肖像画とコサック美術
コサック・ママーイの民俗画や、18世紀の軍人・聖職者の肖像画（例：セミョン・スリマ）が特徴。タラス・シェフチェンコの素描も収蔵。

### 19世紀 - 20世紀初頭の絵画
- オレクサンドル・ムラシュコ：『少女の赤い帽子』（1903年）、『聖母告知』（1909年）。
- ムィコーラ・プィモネーンコ：『収穫者』（1889年）、『井戸端のライバル』（1909年）。
- フェディール・クリチェフスキー：『人生』三部作（1927年）、『母』（1929年）。
- フセヴォロド・マクシモヴィチ：『自画像』（1913年）、『キス』（1913年）。

### アヴァンギャルドと現代美術
カジミール・マレーヴィチ、アレクサンドラ・エクステル、アレクサンダー・ボゴマゾフ、ダヴィド・ブルリュークらのロシア構成主義や立体未来主義の作品。社会主義リアリズムやアンダーグラウンド、20世紀末 - 21世紀初頭の現代美術も収蔵。

## ギャラリー

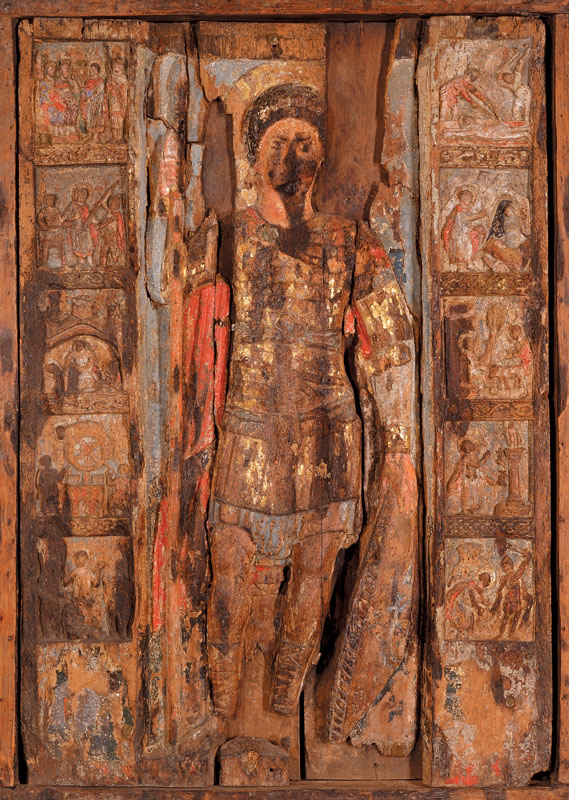
聖ゲオルギオスとその生涯（マリウポリ、12世紀）
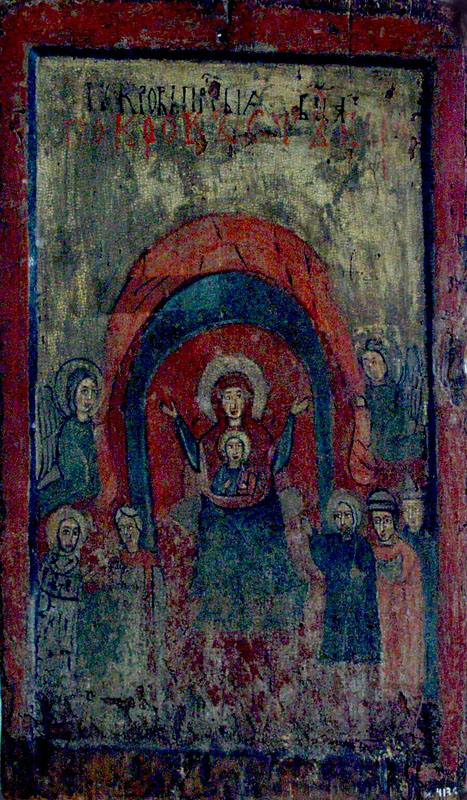
生神女マリヤ（12 - 13世紀）
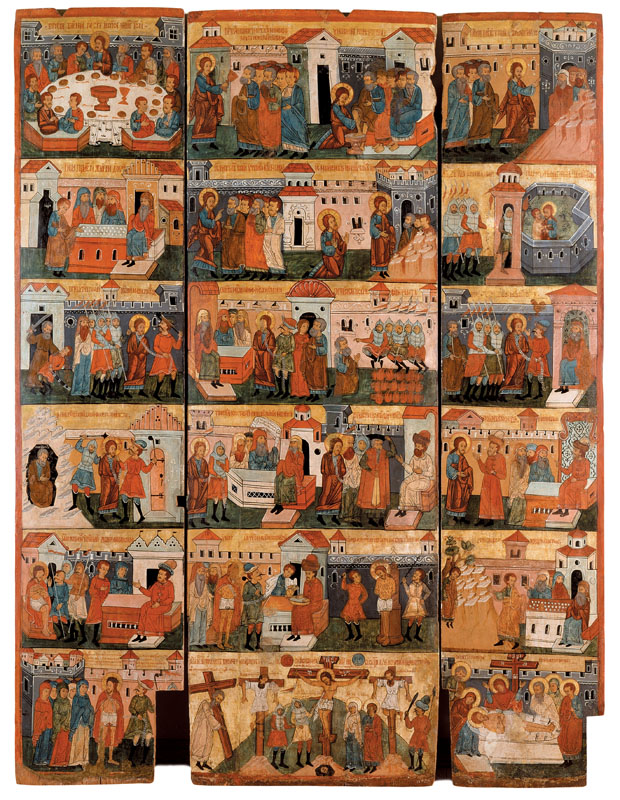
イエスの受難（ガリツィア、16世紀）
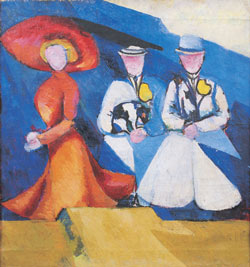
アレクサンドラ・エクステル『三人の女性』（1910年）
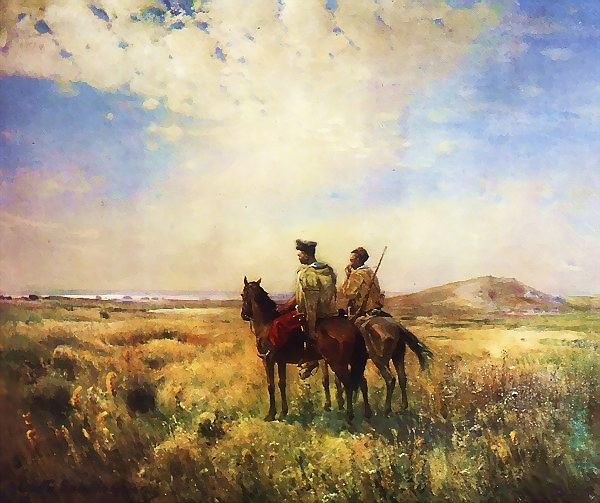
セルヒーイ・ヴァスィリキーウシクィイ『コサックの草原』（1900年代）
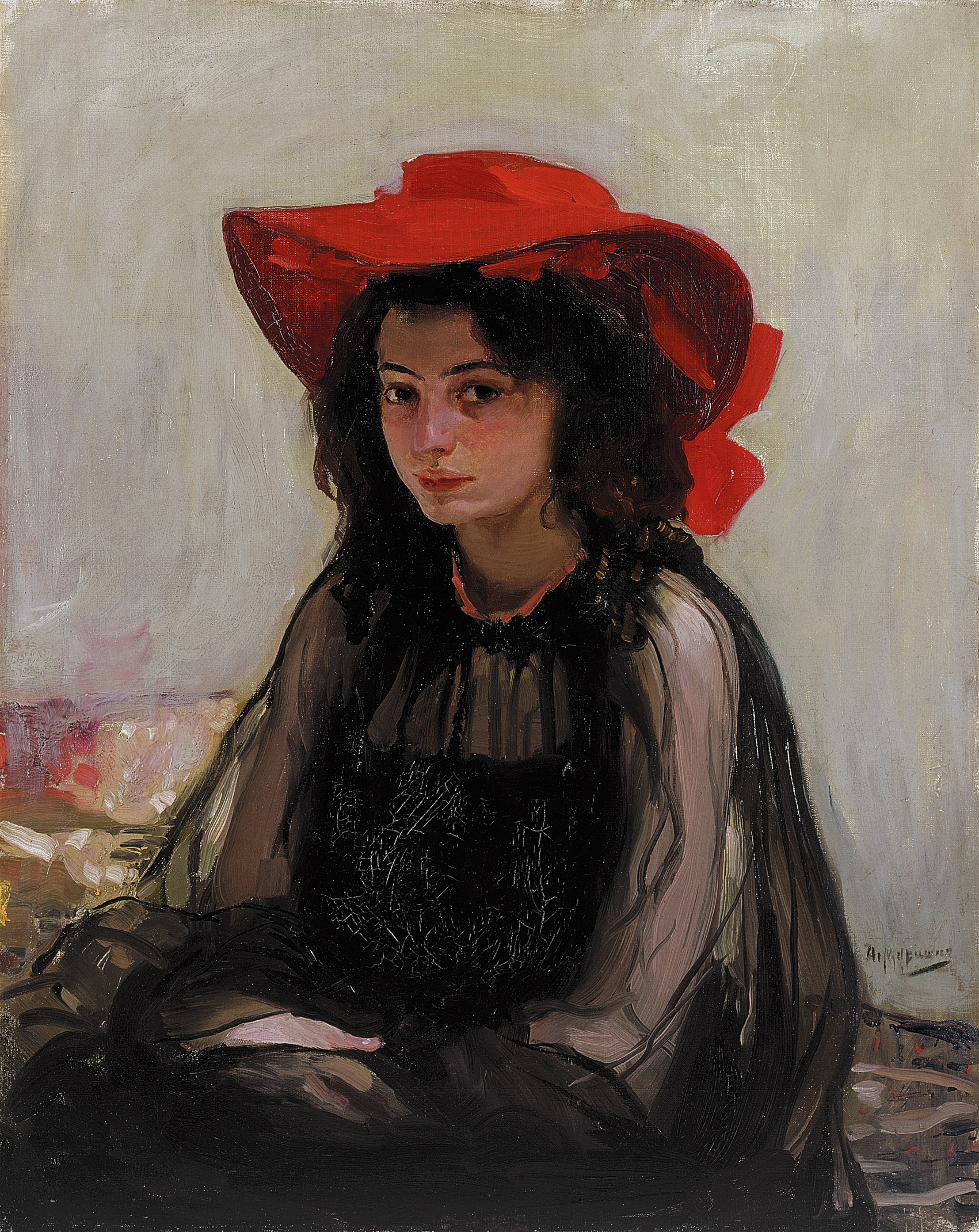
オレクサンドル・ムラシュコ『少女の赤い帽子』（1903年）
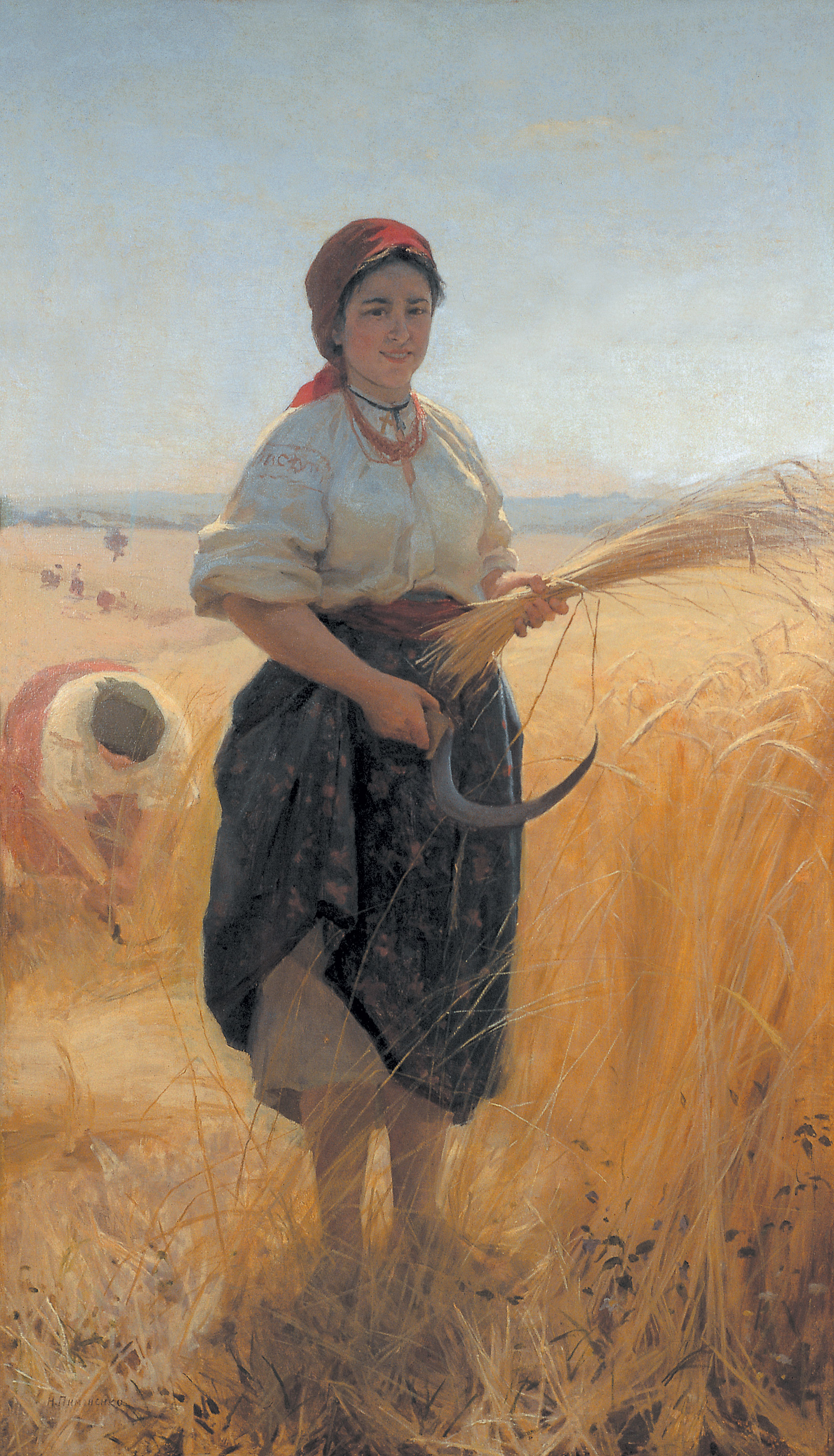
ムィコーラ・プィモネーンコ『収穫者』（1889年）
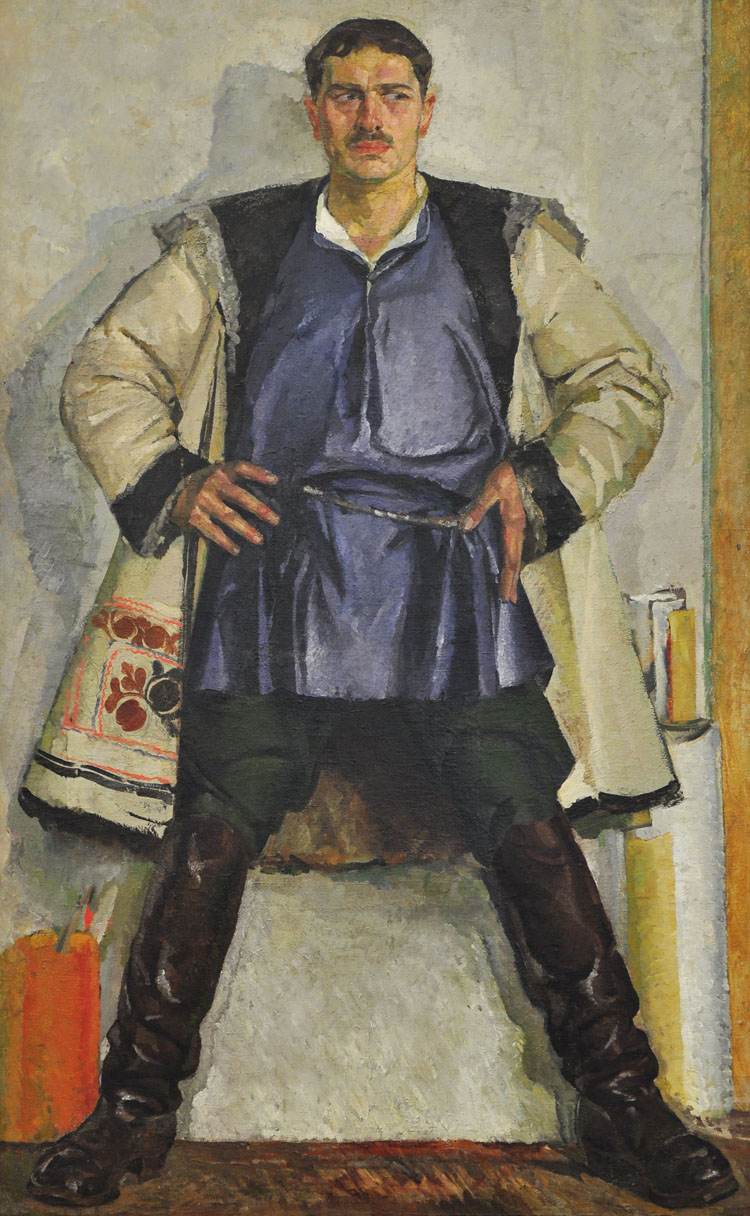
フェディール・クリチェフスキー『白い毛皮の自画像』（1913年）
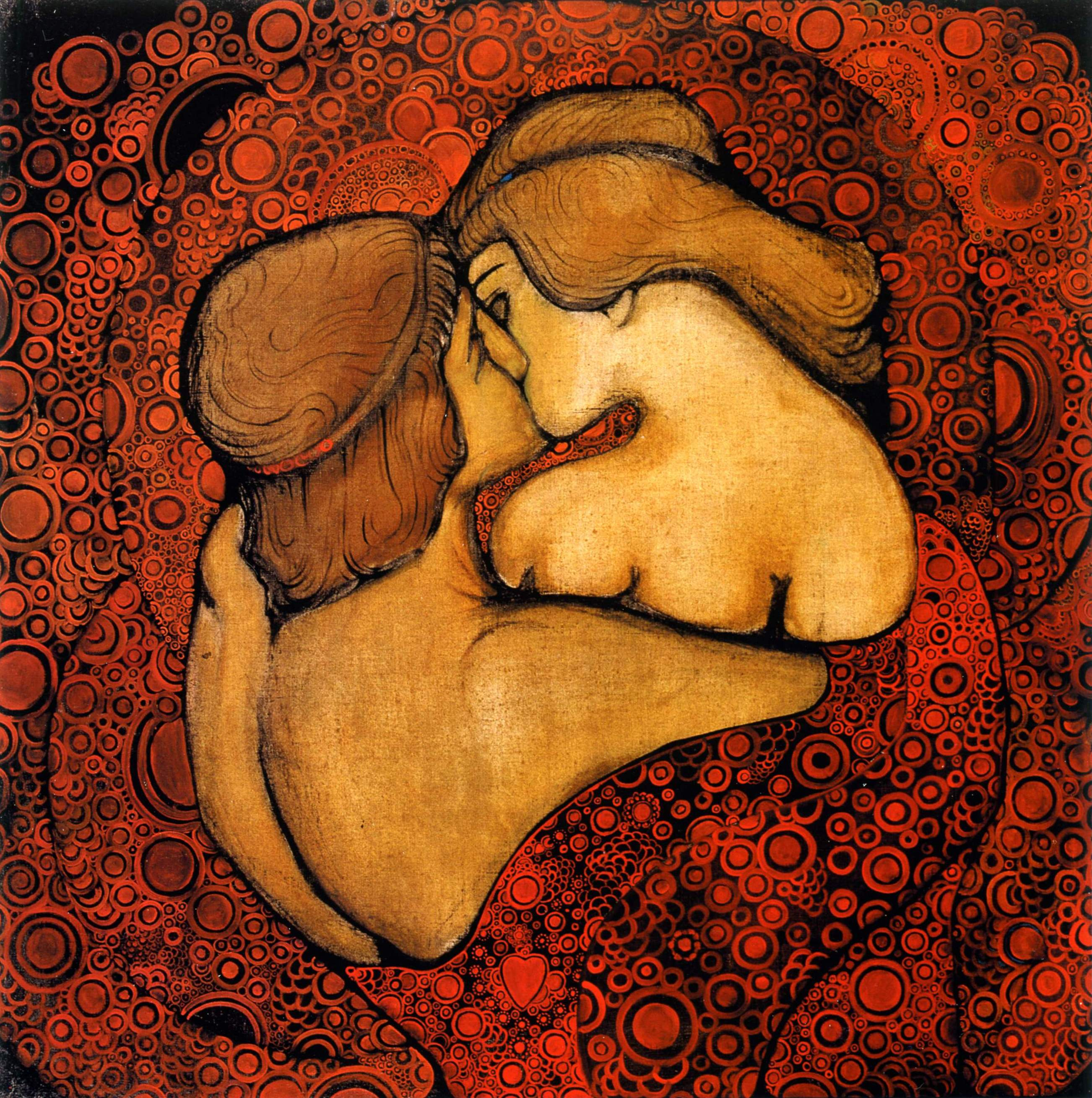
フセヴォロド・マクシモヴィチ『キス』（1913年）

## 出版物
美術館はウクライナ芸術の研究と普及を目的に、多数の出版物を発行している：
- 2003年：『ウクライナ国立美術館』（アルバム、Artanía Nova）
- 2004年：『19世紀 - 20世紀初頭のウクライナ絵画』、『12世紀 - 19世紀初頭のウクライナイコン』、『セルヒーイ・ヴァスィリキーウシクィイ』
- 2005年：『オレクサンドル・ムラシュコ』（モノグラフ）
- 2006年：『20世紀 - 21世紀初頭のウクライナ絵画』、『17 - 18世紀のウクライナ肖像画』、『ムィコーラ・ピモネンコとヴォロディミール・オルロフスキー』、『セルゲイ・スヴェトスラフスキー』、『ウクライナのモダニズム』[2]。

## 主要人物
- ボフダン・ハネンコ：考古学コレクションの主要寄贈者。
- ミコラ・ビリャシフスキー：初代館長（1904年 - ）。
- ミハイロ・デレフス：画家、長期館長。
- アナトリー・メルニク：館長（2000年 - 2012年）。
- ユリヤ・リトヴィネツ：館長（2016年 - 現在）[2]。